# Hypoxylon novemexicanum
Hypoxylon novemexicanum är en svampart som beskrevs av J.H. Mill. 1961. Hypoxylon novemexicanum ingår i släktet Hypoxylon och familjen kolkärnsvampar.   Inga underarter finns listade i Catalogue of Life.